# Software de mapeamento de fluxo de valor
O software de mapeamento de fluxo de valor é uma categoria de software que ajuda a preparar e/ou analisar mapas de fluxo de valor. O software normalmente ajuda a projetar mapas através da utilização de uma série de símbolos que representam atividade e fluxo de informações/materiais e como um complemento aos cálculos manuais [1]

## Detalhes do software VSM
Existem vários categorias de software de mapeamento de fluxo de valor, incluindo aqueles que podem ser usados para simplesmente projetar e construir os mapas para software que pode realizar cálculos e realizar análises detalhadas. Normalmente, o software está disponível como aprimoramento de programas já disponíveis ou produtos independentes projetados especificamente para mapeamento de fluxo de valor.
Embora os mapas de fluxo de valor não sejam muito difíceis de construir, a utilização de software pode ajudar a acelerar o processo e simplificar os cálculos  que ajudam a compor um mapa completo. (Esses cálculos incluem elementos como takt time, estoque e tempo de valor agregado). Outras melhorias geralmente incluem ferramentas que podem analisar o processo atual e facilitar mapas de estado futuro (com o fornecimento de "e se" e modelagem de cenário). Essas ferramentas também facilitam o engajamento da equipe estendida (gerência, fornecedores, finanças etc.) por meio de uma apresentação mais precisa e clara do estado atual.
Alguns praticantes lean afirmam que mapas desenhados à mão são mais benéficos descrevendo o mapeamento do fluxo de valor como uma atividade de lápis e papel. Outros afirmam que a parte mais valiosa de uma atividade de mapeamento de fluxo de valor são os próprios mapas e, embora o software possa ser usado para documentar as descobertas, ele não deve prejudicar o processo. 